# Албанський націоналізм
Албанський націоналізм — загальна група націоналістичних ідей та концепцій, породжених етнічними албанцями, які вперше сформувалися в 19 столітті під час Албанського національного пробудження (алб. Rilindja). Албанський націоналізм також асоціюється з подібними поняттями, такими як албанізм (Shqiptaria або Shqiptarizmi) і паналбанізм,(Panshqiptarizmi), який включає ідеї щодо створення географічно розширеної албанської держави або Великої Албанії, яка охоплюватиме сусідні балканські землі із значним албанським населенням.
У пізній османський період албанці були переважно мусульманами, тісно пов'язаними з Османською імперією. Відсутність попередньої албанської державности на основі якої призвело до розвитку албанського націоналізму пізніше, на відміну від сусідніх націоналізмів сербів та греків. Початок Східної кризи (1870-ті), яка загрожувала поділом балканських албанських земель сусідніми православними християнськими державами, стимулював появу періоду Рілінджа та націоналістичного руху.. Протягом XIX століття деякі західні наукові впливи, албанські діаспори, такі як діячі Арбреш та Албанське національне пробудження, зробили великий внесок у поширення впливу та ідей серед балканських албанців у контексті самовизначення Албанії. Серед них були ідеї внеску Іллірії в албанський етногенез, які досі домінують в албанському націоналізмі в сучасність, та інші древні народи, які претендували на роль своїх предків, зокрема пеласги, про які знову заявляли останнім часом.
Через дублюючі та конкуруючі територіальні претензії з іншими балканськими націоналізмами та державами щодо земель, що датуються пізньоосманським періодом, ці ідеї становлять національний міт, який має на меті встановити перевагу над сусідніми народами (слов'янами та греками) та дозволити рухи за незалежність та самовизначення, а також ірредонтійські претензії до сусідніх країн. Паналбанські настрої також присутні, і історично це було досягнуто лише один раз, коли частина Косова та Західна Македонія були об'єднані італійськими силами Осі до свого протекторату Албанії під час Другої світової війни. Албанський націоналізм містить низку мітів, що стосуються албанського походження, культурної чистоти та національної однорідности, релігійної байдужості як основи національної ідентичности Албанії та постійної національної боротьби. Фігура Скендербега є одним з основних конститутивних мітів албанського націоналізму, який базується на людині, оскільки інші міти ґрунтуються на ідеях, абстрактних концепціях та колективізмі.

## Історія

### Передумови

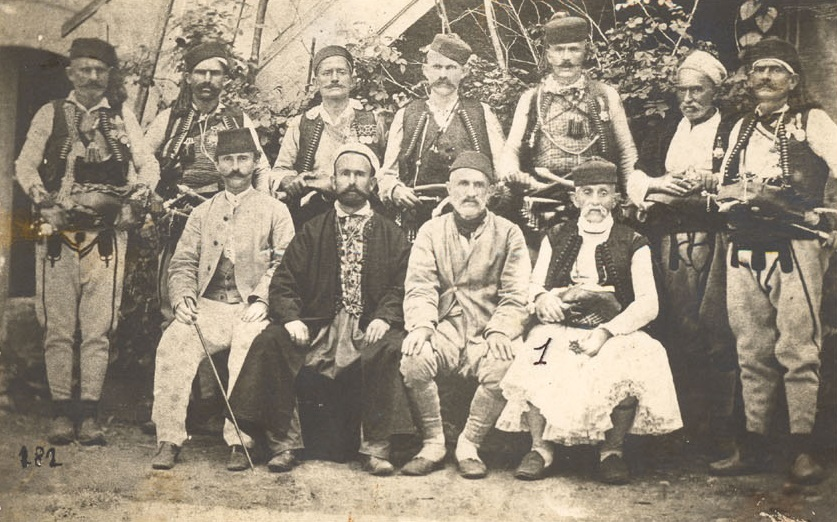
Групове фото деяких делегатів Призренської ліги (1878)

Деякі автори стверджують, що албанський націоналізм, на відміну від його грецького та сербського колег, бере свій початок в іншому історичному контексті, який не виник внаслідок антиосманської боротьби, а натомість відноситься до періоду Східної кризи (1878 р.) Та загрози територіального поділу з боку Серби та греки тоді як інші дотримуються думки, що албанський націоналізм виник раніше як рух суспільних реформ, який перетворився на геополітичний у відповідь на події 1878 року, реагуючи як проти політики османського панування, так і проти політики балканських націоналізмів. Конкуренція з сусідами в суперечливих районах змусила албанців відстояти свою державну позицію та шукати підтримки у європейських держав. Деякі вчені не погоджуються з думкою, що албанський націоналізм виник у 1878 році, або стверджують, що парадигма встановлення конкретної дати початку є неправильною, але ці події широко вважаються ключовим моментом, що призвів до політизації албанський національний рух та поява мітів, що породжуються, що стали частиною мітології албанського націоналізму, що виражається в сучасний час в рамках колективної культури та пам'яті албанців. Цей історичний контекст також зробив албанський національний рух захисним у світогляді, оскільки націоналісти прагнули національного утвердження та протистояли тому, що вони вважали ерозією національних настроїв та мови. До 19 століття албанці були розділені на три релігійні групи. Католицькі албанці мали певний етно-мовний вираз албанців у школі та церкві завдяки австро-угорському захисту та італійському духовному патронату. Православні албанці під владою Константинопольського патріархату мали літургію та навчання грецькою мовою, а до пізнього османського періоду в основному ототожнювались із грецькими національними прагненнями. У цей період мусульманські албанці становили близько 70 % загального балканського албанського населення в Османській імперії, за оцінками, понад мільйон населення.

### Східна криза та албанське національне пробудження
З наростанням Східної кризи мусульманські албанці розривалися між відданістю Османській державі та новим албанським націоналістичним рухам. Іслам, султан та Османська імперія традиційно розглядалися як синоніми приналежности до ширшої мусульманської спільноти. Албанський націоналістичний рух виступав за самовизначення і прагнув досягти соціально-політичного визнання албанців як окремого народу та мови в державі. Албанський націоналізм був рухом, який розпочався серед албанської інтелігенції без попиту широкого албанського населення. Геополітичні події штовхнули албанських націоналістів, багатьох мусульман, відмежуватися від османів, ісламу та загальноісламського османізму султана Абдулхаміда II. Під час російсько-турецької війни прийшла сербська армія виселила більшу частину мусульманського албанського населення з регіонів Топліця та Ніш у Косово, що спричинило появу Призренської ліги (1878—1881) як відповідь на східну кризу. Призренська ліга була створена групою албанських інтелектуалів, щоб протистояти розподілу сусідніх балканських держав та утвердити албанську національну свідомість, об'єднавши албанців в унітарну мовну та культурну націю. Османська держава коротко підтримала заяви ліги, розглядаючи албанський націоналізм як можливе запобігання подальшим територіальним втратам для нових незалежних балканських держав. Геополітична криза поклала початок періоду Рілінджа (Албанське національне пробудження). З 1878 року албанські націоналісти та інтелігенція, деякі з яких стали першими сучасними албанськими вченими, були зайняті подоланням мовних та культурних відмінностей між албанськими підгрупами (гегами та тосками) та релігійними поділами (мусульмани та християни). На той час цим вченим не вистачало доступу до багатьох першоджерел для побудови ідеї, що албанці були нащадками іллірійців, тоді як Велика Албанія не вважалася пріоритетом. Порівняно із своїми балканськими колегами, ці албанські політики та історики були дуже поміркованими і головним чином мали на меті досягти соціально-політичного визнання та автономії албанців під османською владою. Албанці, які брали участь у цій діяльності, були зайняті збором та виявленням доказів, часом вигадуючи факти, щоб виправдати претензії, щоб «довести» культурну відмінність та історичну легітимність албанців, коли їх розглядають як націю.
Взявши на себе керівництво італійським національним рухом, «Арбреш» (громада албанської діаспори, що оселилася на півдні Італії з середньовіччя) почав пропагувати та поширювати національні ідеї, представляючи їх балканським албанцям. Видатними серед них були Джироламо де Рада, Джузеппе Широ і Деметріо Камарда, котрі під впливом літератури про Албанію зазнали західних вчених і в своїх літературних працях посилалися на Скендербега та доосманське минуле з посиланням на Пірр Епірський та Олександра Македонського. У той час як мусульманські (особливо бекташі) албанці брали активну участь в Албанському національному пробудженні, в результаті чого вийшло багато таких діячів, як Фаїк Коніца, Ісмаїл Кемалі, Мідхат Фрашері, Шахін Колоня та інші, які виступають за албанські інтереси та самовизначення. Суфійський орден Бекташі пізнього османського періоду в Південній Албанії також зіграв свою роль під час Албанського національного пробудження, культивуючи та стимулюючи албанську мову та культуру, і мав важливе значення у побудові національної албанської ідеології. Серед присутніх католицьких албанських діячів були Пренк Дочі, Джердж Фішта та Пашко Васа, які написали знамениту поему « О Албанія», яка закликала албанців долати релігійні розбіжности шляхом об'єднаного албанізму. Остання строфа вірша Васи Feja e shqyptarit asht shqyptarija (Віра албанця — це албанізм) стала під час періоду національного пробудження, а потім і гаслом албанських націоналістів.

### Скендербег

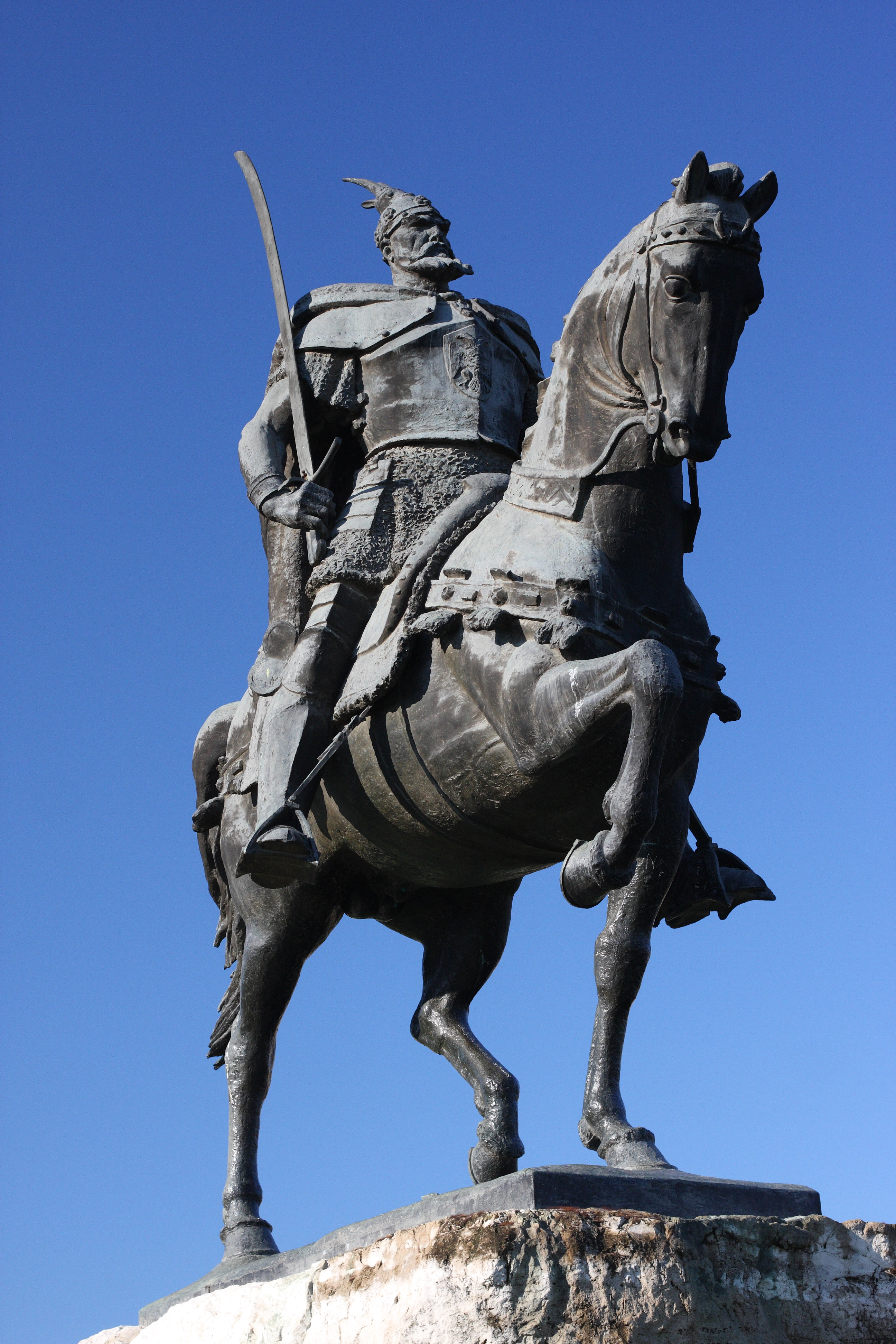
Пам'ятник Скандербегу в Тирані.

Ще одним фактором, що накладав геополітичні занепокоєння під час періоду національного пробудження, були думки, що західні держави лише сприятимуть християнським балканським державам та народам в антиосманській боротьбі. У цей час албанські націоналісти, намагаючись здобути симпатії та підтримку Великої Держави, задумували албанців як європейський народ, який за Скандербега чинив опір османським туркам, які згодом підкорили і відрізали албанців від західноєвропейської цивілізації. Таким чином, міт про Скандербега представив албанців як захищаючих Європу від «азіатських орд» і дозволив албанцям розвинути міт про албанський опір іноземним ворогам, що загрожували «батьківщині» та єдности албанської нації. Албанським націоналістам був потрібен епізод із середньовічної історії, щоб зосередити увагу на албанській націоналістичній мітології, і вони обрали Скандербега за відсутности середньовічного королівства чи імперії. З 15 по 19 століття слава Скендербега вижила переважно в християнській Європі і базувалася на уявленні про Албанію Скендербега, яка служила Antemurale Christianitatis (бар'єрна держава) проти «вторгнення турків». В Албанії, в основному ісламізованій у цей період, слава Скендербега згасла і була знову відкрита наприкінці 19 століття, коли ця фігура була виведена на рівень національного міту. Ще одним заходом для націоналістів, що просувають міт про Скандербега серед албанців, було те, що вони відвернулися від своєї османської спадщини, яку розглядали як джерело скрутного становища албанців. Християнської ідентичности Скандербега вдалося уникнути, і його представляли головним чином як захисника нації. Албанські націоналістичні письменники перетворили постать і справи Скандербега на суміш історичних фактів, істин, напівправд, винаходів та фольклору.

### Західні впливи та теорії походження
У XIX столітті західні наукові кола надавали свій вплив на процес формування албанської ідентичности, надаючи інструменти, які використовувались та трансформувались у певному контексті та до цілей в умовах, що змінюються. Це відрізнялося від контексту, з якого західні автори спочатку генерували свої теорії. Албанські націоналісти того часу отримували освіту в іноземних школах за кордоном. Деякі західні вчені XIX століття, які досліджували проблему албанського походження, просували дискредитовану сьогодні теорію албанського походження від древніх пеласгів. Розроблена австрійським лінгвістом Йоганом Георгом фон Ханом у його роботі « Albanesiche Studien» (1854), теорія стверджувала, що пеласги — оригінали протоалбанців, а мова, якою розмовляють пеласги, іллірійці, епіроти та давні македонці — тісно пов'язані між собою. Ця теорія швидко заручилася підтримкою в албанських колах, оскільки вона встановила претензію на перевагу над іншими балканськими державами, слов'янами та особливо греками. На додаток до створення «історичного права» на територію, ця теорія також встановила, що давньогрецька цивілізація та її досягнення мали «албанське» походження.
Пеласгійська теорія була прийнята серед ранніх албанських публіцистів і використовувалась італо-албанцями, православними та мусульманськими албанцями. Італо-албанці, які були грецьким обрядом, і їхня культура, що мала сильний церковний візантійський вплив, не була на користь гіпотези про іліро-албанську спадкоємність, оскільки вона мала відтінки католицизму, а отже і італійської. Для італо-албанців витоки албанців лежать у пеласгів — незрозумілого стародавнього народу, який жив за часів античности в частинах Греції та Албанії. Щоб підтвердити вимоги албанців щодо культурної та політичної емансипації, італо-албанці стверджували, що албанська мова була найдавнішою в регіоні, ніж навіть грецька. Теорія пеласгійського походження була використана греками для залучення та включення албанців до грецького національного проєкту через посилання на загальний пеласгійський походження. Пеласгійська теорія була привітана деякими албанськими інтелектуалами, які здобули грецьку освіту. Для православних албанців, таких як Анастас Бику, спільне походження як албанців, так і греків через предків Пеласгія зробило обидва народи однаковими і розглядало албанську мову як провідник еллінізації. Для албанців-мусульман, таких як самі-фрашері, албанці походять від пеласгів, старшого населення, ніж іллірійці, тим самим випереджаючи греків, роблячи для нього албанцями нащадків іллірійців, які самі походять з пеласгів. Фігури, що походять з античного періоду, такі як Олександр Македонський та Пір Епірський, були охоплені мітом і заявлялися як албанські чоловіки античности, тоді як Філіп II Македонський, давні македонці були пеласгами або ілліро-албанцями.
Албанські письменники того періоду вважали, що вони мали протилежні аргументи, що надходили з грецької сторони та зі слов'янських кіл. Греки стверджували, що албанці не становлять народу, їхня мова є сумішшю різних мов і що албанський член православної церкви був «справді греком», тоді як слов'янські публіцисти стверджували, що косовські албанці «справді» слов'яни або вони є «Турків», яких можна було «відправити назад» в Анатолію. Окрім того, що грецький націоналізм розглядався як загроза албанському націоналізму, наголошуючи на старовині албанської нації, у 1880-х роках відбувся новий політичний контекст та функції. Це також виникло через необхідність албанців протистояти слов'янським національним рухам, які прагнуть незалежности від османів через балканську федерацію. З часом пеласгійська теорія була замінена іллірійською щодо албанського походження та походження, оскільки вона була більш переконливою та підтримувалась деякими вченими. Іллірійська теорія стала важливою опорою албанського націоналізму завдяки її розгляду як свідчення наступности албанців на таких територіях, як Косово та південь Албанії, що суперечать сербам та грекам.

### Геополітичні наслідки та спадщина
На відміну від своїх грецьких, сербських та болгарських сусідів, які мали територіальні амбіції, албанці, в основному мусульмани, не мали потужного європейського покровителя. Це викликало у багатьох з них бажання зберегти статус-кво і повернути османізм. На початку 20 століття албанський націоналізм просунувся широкою групою албанських політиків, інтелектуалів та вигнанців. Албанська емігрантська громада була присутня в Сполучених Штатах наприкінці 19 — на початку 20 століття, більшість з яких була неписьменною, а такі особи, як Сотір Печі, працювали над тим, щоб надати почуття албанської національности, заохочуючи поширення грамотности на албанській мові. У 1908 р. З'їзд алфавітів у Бітолі, де взяли участь мусульманські, католицькі та православні делегати, погодився прийняти албанський алфавіт на основі латинських символів, і цей крок вважався важливим кроком для об'єднання Албанії. Протистояння латинському алфавіту висловлювали деякі албанські мусульмани та священнослужителі, які разом з османським урядом віддавали перевагу албанському алфавіту, що базується на арабській мові, через побоювання, що латинський алфавіт підриває зв'язки з мусульманським світом. Через питання алфавіту та іншу політику молодотурків, відносини між албанськими елітами та націоналістами, багато мусульманських та османських влад зірвались. Хоча спочатку албанські націоналістичні клуби не були згорнуті, вимоги щодо політичних, культурних та мовних прав зрештою змусили османів прийняти заходи щодо репресії албанського націоналізму, що призвело до двох повстань албанців (1910 та 1912) до кінця османського панування.

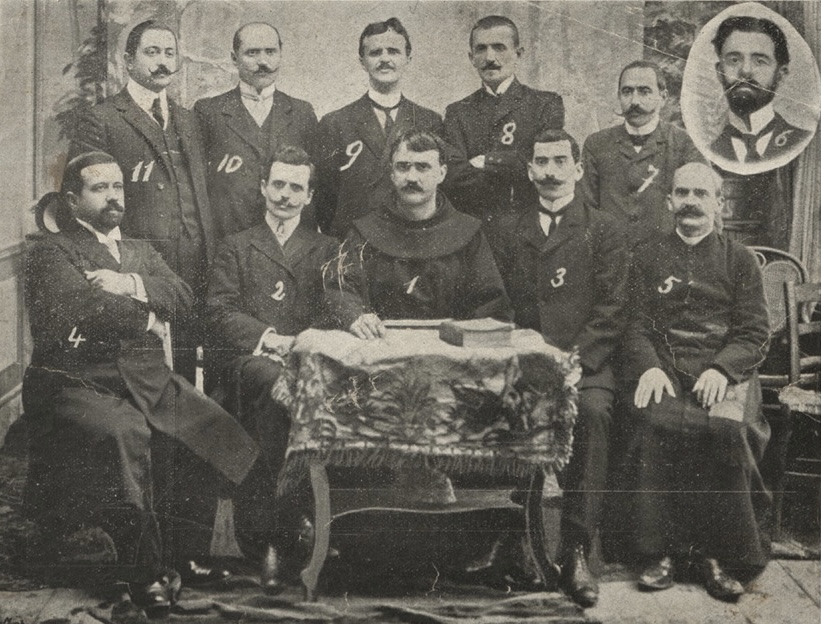
Делегати з'їзду алфавітів в Манастірі (1908)

Албанський націоналізм під час пізньої османської ери не був пройнятий сепаратизмом, який мав на меті створити албанську національну державу, хоча албанські націоналісти передбачали незалежну Велику Албанію. Албанські націоналісти пізньоосманського періоду були розділені на три групи. Паналбанські націоналісти — ті, хто хотів захистити албанську автономію в умовах османської держави та Албанії, розділеної за конфесійною ознакою, із незалежною католицькою Албанією, передбаченою переважно католиками. Албанська націоналістична еліта, яка формується, пропагувала використання албанської мови як засобу політичного та інтелектуального вираження поглядів. Албанський націоналізм загалом був реакцією на поступовий розпад Османської імперії та відповіддю на балканські та християнські національні рухи, які становили загрозу для албанського населення, яке в основному було мусульманським. Зусилля були спрямовані на включення вілаєтів з албанським населенням до більшої унітарної албанської автономної провінції в складі Османської держави.
Албанські націоналісти в основному були зосереджені на захисті соціокультурних, історичних та мовних прав у існуючих країнах, не пов'язаних з певною політикою. На відміну від інших балканських націоналізмів, релігія розглядалася як перешкода, і албанський націоналізм змагався з нею і розвивав антиклерикальний світогляд. Оскільки албанці жили в османській просовій системі, яка підкреслювала релігійну ідентичність порівняно з іншими формами ідентифікації, міт про релігійну байдужість формувався під час Національного пробудження як засіб подолання внутрішніх релігійних розбіжностей серед албанців. Підвищено в громадянської релігії роду, Albanianism як ідея була розроблена албанськими націоналістами принизити встановлені релігії, такі як християнство та іслам серед албанців в той час як нерелігійна Албанська ідентичність була підкреслена. Релігія не відігравала суттєвої ролі, як в інших балканських націоналізмах, або в основному стала фактором, що розділяє формування албанського націоналізму, який нагадував західноєвропейські націоналізми. Албанська мова замість релігії стала головним напрямком сприяння національній єдности. Діяльність албанських національних пробуджень у пізньоосманський період створила простонародну літературу албанською мовою. Часто цими творами були вірші, що містили націоналістичні прагнення та політичні теми, які частково забезпечували підтримку албанської націоналістичної справи, перетворюючи їх на розповідні пісні, що поширювались серед чоловічого населення албаномовних жителів села на Балканах. Після 1900 р. Зусилля національного будівництва набрали обертів серед католицького населення духовенством та членами, такими як ремісники та торговці бекташів та православної громади на півдні. Знизивши наголос на ісламі, албанський націоналістичний рух отримав потужну підтримку двох держав Адріатичного моря Австро-Угорщини та Італії, які були стурбовані панславізмом на ширших Балканах та англо-французькою гегемонією, яка нібито була представлена через Грецію в цьому районі.

## Незалежність та міжвоєнний період

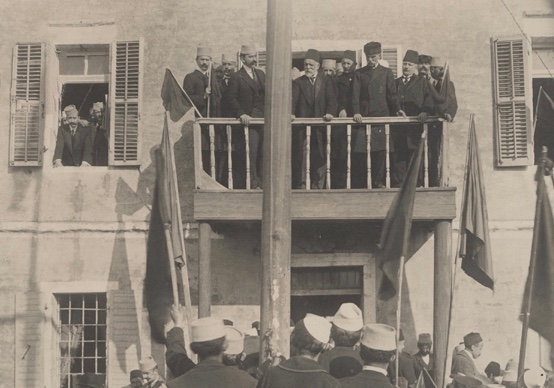
Ісмаїл Кемалі з першої річниці сесії Асамблеї Вльори, яка проголосила незалежність Албанії.

The imminence of collapsing Ottoman rule through military defeat during the Balkan wars pushed Albanians represented by Ismail Qemali to declare independence (28 November 1912) in Vlorë from the Ottoman Empire. The main motivation for independence was to prevent Balkan Albanian inhabited lands from being annexed by Greece and Serbia. On the eve of independence the bulk of Albanians still adhered to pre-nationalist categories like religious affiliation, family or region. Both highlanders and peasants were unprepared for a modern nation state and it was used as an argument against Albanian statehood. With the alternative being partition of Balkan Albanian inhabited lands by neighbouring countries, overcoming a fragile national consciousness and multiple internal divisions was paramount for nationalists like state leader Ismail Qemali. Developing a strong Albanian national consciousness and sentiment overrode other concerns such as annexing areas with an Albanian population like Kosovo. Kosovar Albanian nationalism has been defined through its clash with Serbian nationalism where both view Kosovo as the birthplace of their cultural and national identities. Ottoman rule ended in 1912 during the Balkan Wars with Kosovo and North Macedonia becoming part of Serbia. During this time Serb forces in Kosovo engaged in killings and forced migration of Albanians while the national building aims of the Serbian state were to assimilate some and remove most Albanians by replacing them with Serbian settlers. The Serb state believed that Albanians had no sense of nationhood while Albanian nationalism was viewed as the result of Austro-Hungarian and Italian intrigue. These events fostered feelings of Albanian victimisation and defeatism, grudges against the Serbs and Great Powers who had agreed to that state of affairs which ran alongside Albanian nationalism. Kosovar Albanian nationalism drew upon and became embedded in popular culture such as village customs within a corpus of rich historical myths, distinctive folk music referring to harvests along with marriage and clan based law.

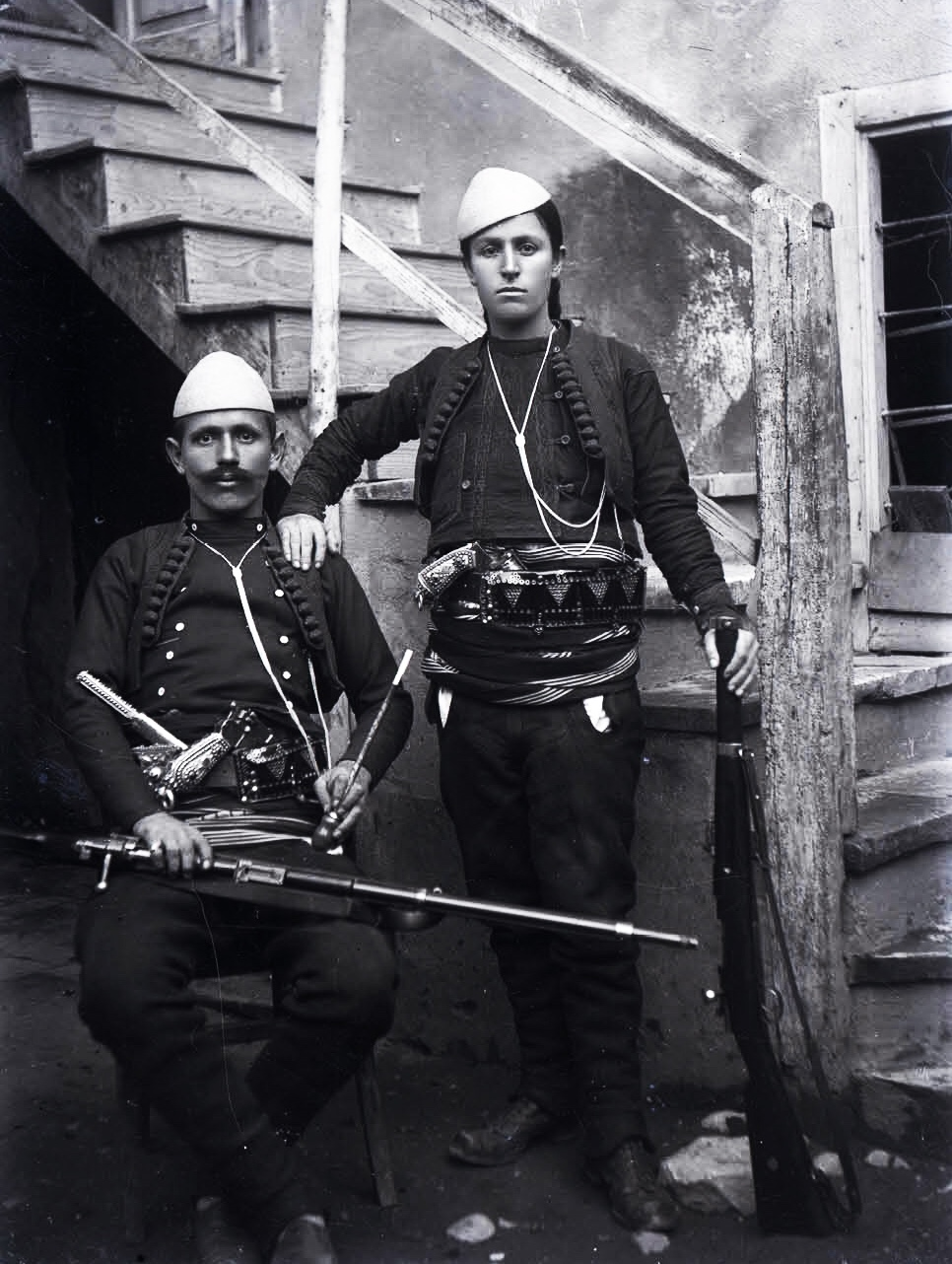
Азем Галиця та Шота Галиця, лідери руху Качак (1920)

Під час Першої світової війни Албанія була окупована іноземними державами, і вони проводили політику, яка посилила вираження албанського націоналізму, особливо в Південній Албанії. Влада Італії та Франції закрила грецькі школи, вигнала грецьке духовенство та прогрецьких видатних осіб, дозволивши албанській освіті у французькому секторі сприяти албанському самоврядуванню через республіку Корча. Іншим фактором, що зміцнив націоналістичні настрої серед населення, було повернення 20-30 000 православних албанських емігрантів, переважно до регіону Корча, які досягли албанських націоналістичних настроїв за кордоном. Досвід Першої світової війни, занепокоєння щодо поділу та втрати влади змусили мусульманське албанське населення підтримати албанський націоналізм та територіальну цілісність Албанії. Також між більшістю албанців-сунітів та бекташів з'явилося розуміння того, що для забезпечення національної згуртованости релігійні розбіжности потрібно відмінити. Під час Першої світової війни окупація австро-угорськими силами в Косово були відкриті албанські школи, які згодом були закриті в міжвоєнні роки югославськими владами, тоді як релігійне ісламське навчання було дозволено лише турецькою мовою. Світська освіта албанською мовою в Косові, Македонії та інших районах Югославії з албанським населенням була заборонена й замінена сербською шкільною програмою. Югославська освітня політика репресувала албанську світську освіту, щоб підірвати почуття албанської національної ідентичности та культури з метою запобігання можливим націоналістичним викликам Югославії. Албанське навчання перейшло в текі, мактаби та медресе, які виникли як підпільні центри для поширення та породження албанського націоналізму. Релігійні мусульманські школи до 30-х років минулого століття стали розглядатися як загроза для держави, а югославська влада замінила албанське мусульманське духовенство просербським слов'янським мусульманським духовенством та вчителями з Боснії, щоб запобігти розвитку албанської націоналістичної діяльності в релігійних установах. Албанці виступили проти цих кроків і бойкотували нав'язаних вчителів. Албанська мова була заборонена югославською владою, а деякі албанці були змушені емігрувати.
Протягом 20-х років роль релігії була применшена албанською державою, яка натомість пропагувала албанізм, широку громадянську форму націоналізму, яка намагалася виділити етнонаціональну ідентичність над релігійною ідентичністю. У таких районах, як регіон Корча, де православні албанці зазнали впливу албанського націоналізму, вони відійшли від впливу православної церкви і, як правило, втрачали свою релігійну ідентичність, тоді як в районах, де православне населення становило більшість, вони часто зберігали свою релігійну ідентичність. Сходження Ахмета Зога на посаду прем'єр-міністра (1925), а пізніше короля (1929) у міжвоєнний період ознаменувалося обмеженою, хоча і необхідною політичною стабільністю. Поряд із опором Зога міжвоєнному італійському політичному та економічному впливу в Албанії ці фактори сприяли створенню середовища, де могла б зрости албанська національна свідомість. За часів Зогу регіональні приналежности та лояльність племен поступово замінювались розвивається формою сучасного націоналізму. У той час Зог намагався прищепити національну свідомість за допомогою телеологічного минулого, заснованого на іллірійському походженні, спротиві Скандербега османам і націоналістичному відродженню (Рілінджа) XIX і початку XX століть. Міт про Скандербега під керівництвом Зога використовувався для цілей державного будівництва, а його шолом був прийнятий у національну символіку. Породити масовий націоналізм було важко в міжвоєнний період, оскільки навіть у 1939 р. 80 % албанців все ще були неписьменними. Окрім використання титулу короля албанців, Зог не проводив іредентистської політики, наприклад, щодо Косова, через суперництво з елітами косовських албанців та угоду про визнання суверенітету Югославії над Косовом в обмін на підтримку. Зусилля Зога, спрямовані на розвиток албанського націоналізму, спростили завдання для лідерів, які прийшли після нього, щодо процесу розбудови албанської держави та нації.

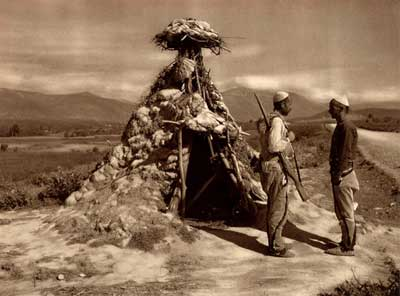
Косовські албанські повстанці, які контролювали дорогу в Косово, (1920-ті)

Сецесіоністські настрої після Першої світової війни стали виражатися через рух Качак, очолюваний Косовським комітетом, який складався з вигнанців косовських албанців, які протистояли югославському правлінню. Представлений на місцях як партизанська група в Косові та Північній Македонії, рух «Качак» очолював Азем Галица, а згодом його дружина Шота Галиця, яка вели невелику війну (1918—1921) у формаціях чет або бойових оркестрів проти югославських армії. Підтримуваний Італією, яка надавала фінансову допомогу, та Албанією, рух Качак наприкінці 20-х років був придушений сербами. Рух сприяв розвитку албанської національної свідомости в Косові та Північній Македонії. В 30-х роках югославська влада замінила албанських імамів ворожими суфізму з боку Боснії, що послаблює албанський націоналізм. Югославська влада розглядала косовських албанців як ворога, який може кинути виклик територіальній цілісности держави. Албанці в Косові вважали, що сербське, а пізніше югославське правління є іноземним завоюванням. Конфіскація албанської землі та поселення сербських колоністів протягом міжвоєнного періоду спонукали косовських албанців під час Другої світової війни співпрацювати з державами Осі, які обіцяли Велику Албанію.

## Друга світова війна

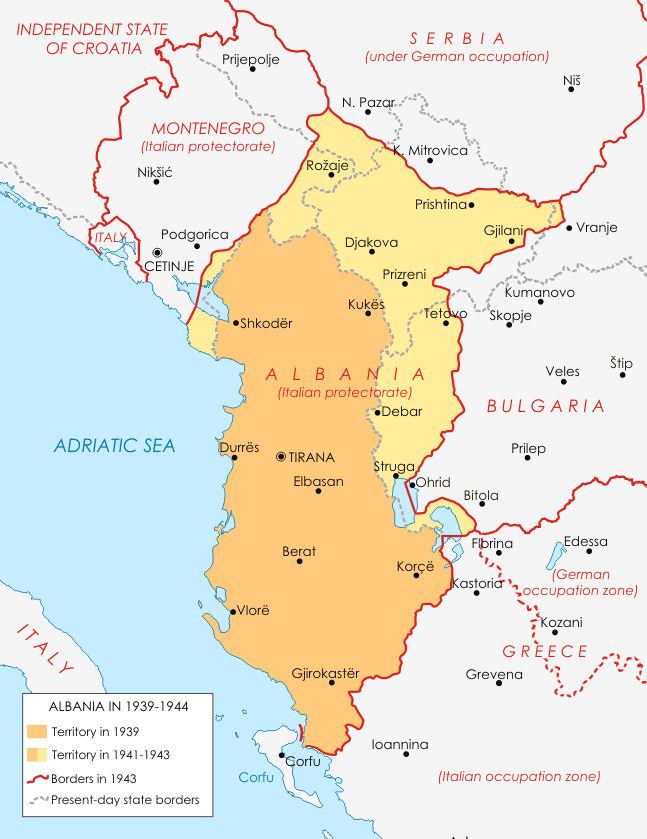
Італійський протекторат Албанії, створений Італією в серпні 1941 року.

7 квітня 1939 р. Італія на чолі з Беніто Муссоліні після тривалого інтересу та всеохоплюючої сфери впливу в міжвоєнний час вторглася в Албанію. Члени італійського фашистського режиму, такі як граф Галеаццо Сіано, переслідували албанський іредентизм з думкою, що це заробляє підтримку італійців серед албанців, а також збігається з італійськими цілями війни на Балканах. Приєднання Італії Косово до Албанії було визнано популярною акцією албанців обох областей, і спочатку косовські албанці підтримували італійські сили Осі. Західна Північна Македонія також була приєднана Віссю Італії до їх протекторату Албанії, створивши Велику Албанію під контролем Італії. Члени землевласницької еліти, ліберальні націоналісти, що виступали проти комунізму з іншими верствами суспільства, прийшли до організації « Баллі Комбєтар» та колабораціоністського уряду при італійцях, які всі як націоналісти прагнули зберегти Велику Албанію. Тоді як італійці висловлювали посилене занепокоєння щодо поступки їм повноважень. З часом італійська окупація не любила такі верстви албанського населення, як інтелігенція, студенти, інші професійні класи та жителі міст, що породжувало подальший зароджуваний албанський націоналізм, виховуваний у роки Зогу.

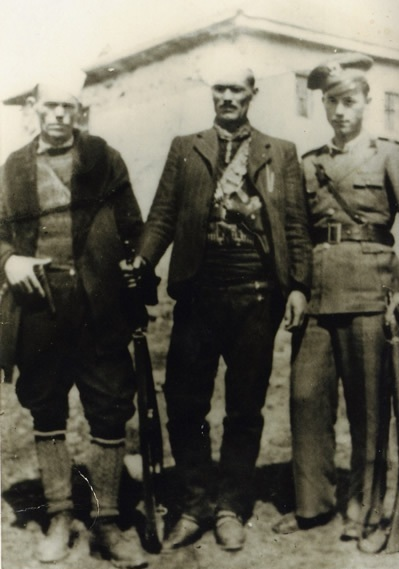
Xhem Hasa (в центрі) зі своїми братами, Musli Hasa (зліва) та Abdullah Hasa (справа)

Розпад югославського правління призвів до помсти албанців, деякі з яких приєднались до місцевого ополчення Вулнетарі, яке спалювало сербські поселення та вбивало сербів, а міжвоєнні сербські та чорногорські колоністи були вислані до власне Сербії. Метою цих дій було створення однорідної великоалбанської держави. Влада Італії в Косові та Західній Північній Македонії дозволила використовувати албанську мову в школах, університетській освіті та адміністрації. У Косові, західній частині Північної Македонії та інших недавно приєднаних до Албанії територіях неалбанці повинні були відвідувати албанські школи, які викладали навчальні програми, що містять націоналізм поряд з фашизмом, і були змушені приймати албанські форми для своїх імен та прізвищ. Ті самі націоналістичні настрої серед албанців, які вітали приєднання Косова та його албанців до розширеної держави, також працювали проти італійців, оскільки іноземна окупація дедалі більше відкидалася. Окрім словесного протистояння, інші реакції на італійську присутність врешті-решт виявилися збройним повстанням через албанську комуністичну партію. Італійська влада неправильно оцінила ріст албанської національної свідомости в роки Зога, припускаючи, що албанський націоналізм був слабким або може бути спрямований італійцями. Регіональні розбіжности посилилися, коли на півночі та півдні Албанії виникли групи опору з різними програмами, що уповільнило зростання націоналізму. У 1943 р. Італійський контроль замінено німецьким правлінням, а фікція незалежної Албанії збереглася.
Німецька окупаційна влада провокувала політику погрози колабораціоністському уряду військовими діями, комуністичним пануванням або втратою автономії, а Косово утримувати їх у руслі. Німці, як італійці, неправильно розуміли албанський націоналізм; в результаті албанські некомуністи втратили авторитет, тоді як комуністичні партизани апелювали до зростаючого албанського націоналізму. У післявоєнний час це означало, що такі групи, як Баллі Комбетар, які приєдналися до держав Осі, не змогли взяти владу в Албанії, тоді як такі лідери, як комуніст Енвер Ходжа, підтвердили свою претензію на цю роль, будучи націоналістом. Деякі албанці в західній частині Північної Македонії приєдналися до Balli Kombëtar, найбільш відомим був Xhem Hasa, який поряд зі своїми силами співпрацював з державами Осі в різних операціях, спрямованих на комуністичних албанських та македонських партизанів. У 1944 році німецькі війська створили дивізію СС «Скандербег», яка служила лише в Косові з косовськими албанцями як основними новобранцями, і хоча відбувалися масові дезертирства, її члени брали участь в операціях проти сербських районів, що призвело до загибелі цивільного населення та грабежу, в той час як мала косовська єврейська громада була заарештована і депортований. Спроба примусити косовських албанців приєднатися до опору, зустріч у Буяні (1943—1944), північній Албанії, була проведена між членами Баллі Комбєтар та албанськими комуністами, які погодились на спільну боротьбу та підтримку нових розширених кордонів. Проти цієї угоди виступили югославські партизани, а пізніше була скасована, що призвело до обмежених вербовців косовських албанців. Деякі члени Balli Kombëtar, такі як Шабан Поллужа, стали партизанами з думкою, що Косово стане частиною Албанії. Після закінчення війни деякі з косовських албанців почувалися зрадженими поверненням югославського правління, і протягом кількох років албанські націоналісти в Косові чинили опір як партизанам, так і пізніше новій югославській армії. Албанські націоналісти розглядали своє включення до складу Югославії як окупацію. У Теспротії суперечка між мусульманами та християнами на північному заході Греції, що відноситься до міжвоєнного періоду, переросла в конфлікт під час війни. Італійські та пізніші німецькі війська давали обіцянки територіального об'єднання з Албанією місцевим мусульманським албанським чамам, які підтримували сили Осі, а деякі відверто співпрацювали в операціях, що жорстоко спрямовували місцевих греків та грецьких ідентифікуючих православних албанських носіїв, що призвело до їх вигнання (1944—1945) Сили EDES входять в Албанію.

## Албанський націоналізм за часів Народної Республіки Албанія (1945—1991)

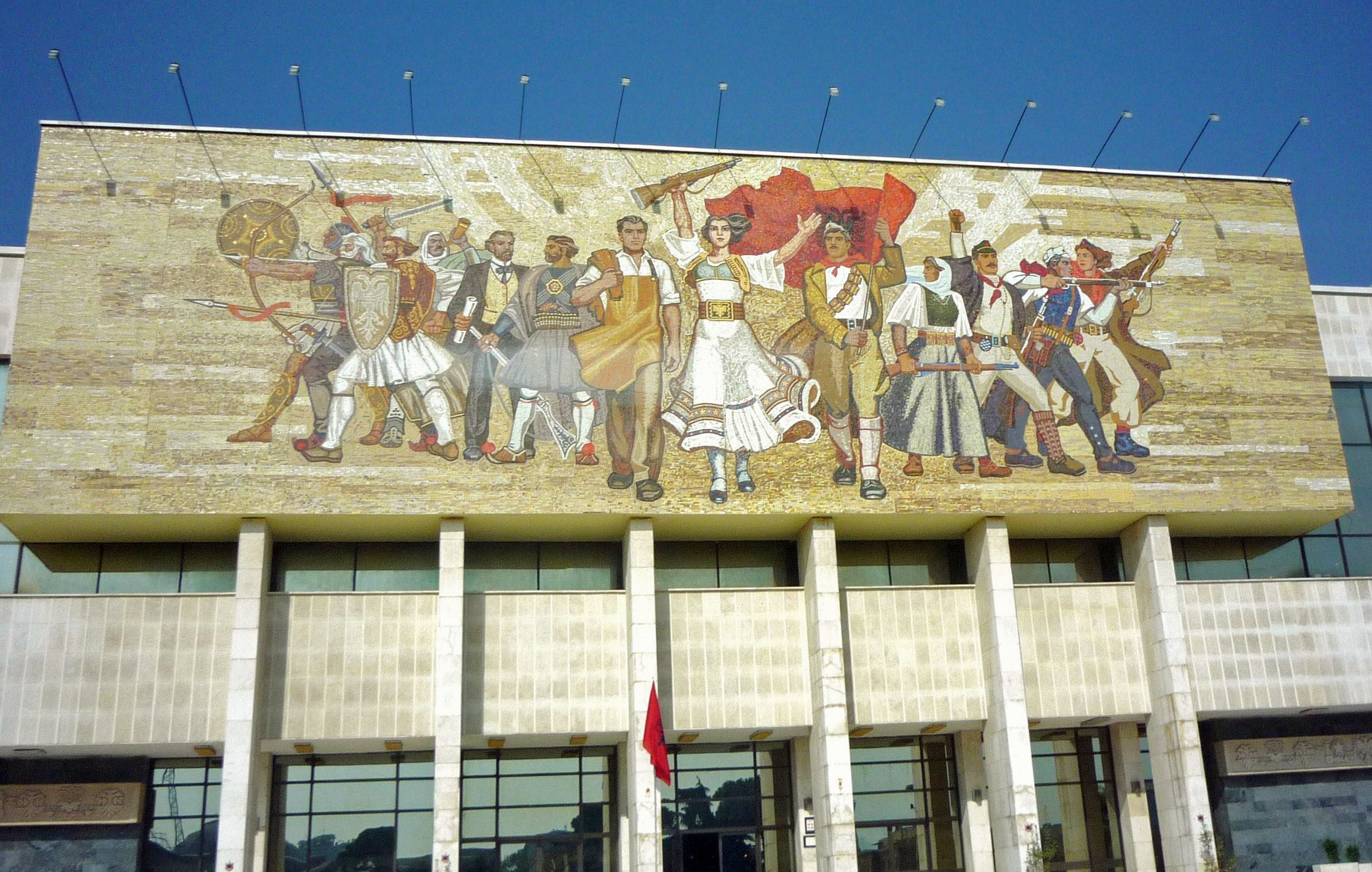
«Албанці». Мозаїка епохи комунізму із зображенням передбачуваних давніх сучасних діячів історії Албанії біля входу в Національний історичний музей, Тирана

Наприкінці війни Ходжа вийшов на посаду лідера Албанії, і йому поставили завдання відновити Албанію з тих основ, що залишилися в роки Зога. Ходжа розглядав як свою мету побудову життєздатної незалежної албанської національної держави, заснованої на «монолітному єдности» албанського народу. Албанське суспільство все ще традиційно було розділене між чотирма релігійними громадами. Під час албанського перепису 1945 року мусульмани (суніти та бекташі) становили 72 % населення, 17,2 % — православні та 10 % — католики. База підтримки комуністичної партії була невеликою, і необхідність усунення косовського питання призвела до того, що Ходжа вдався до крайнього націоналізму, щоб залишитися при владі та перетворити Албанію на сталінську державу. Ходжа здійснив широкомасштабну реформу освіти, спрямовану на викорінення неписьменности та освіти, яка стала використовуватися для надання комуністичній ідеології та націоналізму режиму. В Албанії націоналізм за часів комунізму мав за основу ідеологію марксизму — ленінізму. Націоналізм став основою всієї політики Ходжі, оскільки війна створила «облоговий націоналізм», пройнятий мітом про те, що албанська військова доблесть перемогла сили Осі, які стали центральним елементом режиму в контексті освіти та культури. Інші теми націоналізму Ходжі включали скасування Скандербега, засідання Ліги Призрену (1878), Конгрес алфавітів (1908), незалежність Албанії (1912) та батька-засновника Ісмаїла Кемалі, поразку Італії під час війни в Вльорі (1920) та Ходжу як творця нової Албанії. Ходжа створив і створив культурне середовище, в якому домінувала доктринальна пропаганда, що підкреслювала націоналізм у галузях літератури, географії, історії, лінгвістики, етнології та фольклору, щоб люди в Албанії мали відчуття свого минулого. Наслідки серед людей полягали в тому, що це прищепило ізоляціонізм, ксенофобію, славофобію, мовну одноманітність та етнічну компактність.

### Теорії походження за часів комунізму

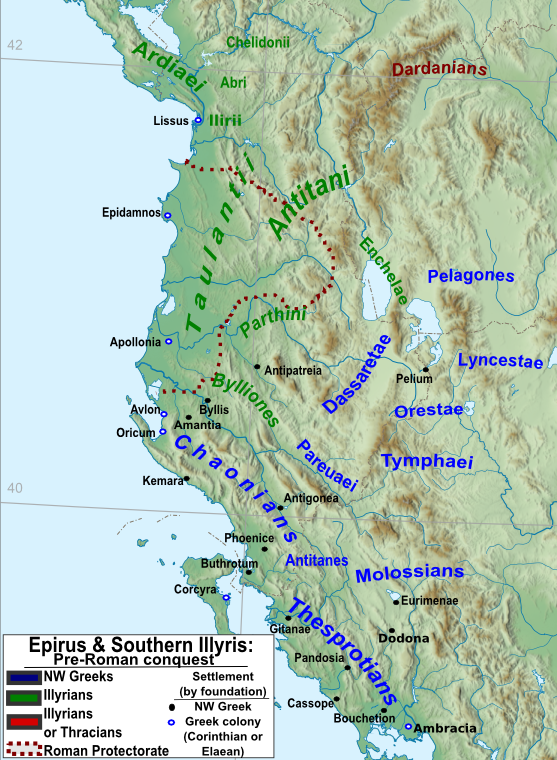
Албанський націоналізм підкреслює наступність між албанцями та давніми іллірійцями.

Наслідуючи сталінські течії в Комуністичному блоці, Албанія розробила власну версію протохроністичної ідеології, яка підкреслювала національну перевагу та наступність албанців від таких древніх народів, як іллірійці. Албанські археологи отримали вказівку Ходжа (від 1960-х рр. Далі) дотримуватися націоналістичного порядку денного, що зосереджувався на іллірійцях або іллірсько-албанській спадкоємности, з дослідженнями, опублікованими на ті теми, що використовувались як комуністична політична пропаганда, в яких не згадувалося про пеласгів. Підкреслюючи автохтонний етногенез для албанців, Ходжа наполягав на албанських лінгвістах та археологах, щоб вони пов'язували албанську мову з вимерлою іллірською мовою. Археологічна сцена, що формується, що фінансується та впроваджується комуністичним урядом, наголошує, що предки албанців правили об'єднаною та великою територією, що володіє унікальною культурою. Назустріч цим зусиллям албанські археологи також стверджували, що давньогрецькі полеї, ідеї, культура були цілком іллірійськими, і що більшість імен, що належать грецьким божествам, походять від іллірійських слів. Албанські публікації та телевізійні програми (з 1960-х років) навчили албанців розуміти себе як нащадків «індоєвропейських» іллірійських племен, що населяли Західні Балкани з другого по третє тисячоліття, заявляючи при цьому, що вони є найстарішими корінними жителями в цьому районі і нарівні з греки. Фізичні антропологи також намагалися продемонструвати, що албанці біологічно відрізняються від інших індоєвропейських популяцій, гіпотеза, яку зараз спростовують генетичним аналізом.

### Націоналізм і релігія
Комуністичний режим за допомогою албанського націоналізму намагався сформувати національну ідентичність, яка перевищувала та винищувала релігійні та інші відмінности з метою формування унітарної албанської ідентичности. Комуністи пропагували думку, що релігійні почуття навіть в історичному контексті серед албанців були мінімальними, і що натомість національні настрої завжди були важливими. Албанські комуністи розглядали релігію як соціальну загрозу, що підриває згуртованість нації. У цьому контексті такі релігії, як іслам та християнство, засуджувались як іноземні, а мусульманське та християнське духовенство критикували як соціально відсталу зі схильністю стати агентами інших держав та підривати албанські інтереси. Націоналізм також використовувався як інструмент Ходжи під час його боротьби за виривання Албанії з радянського блоку. Натхненний віршем Пашко Васи кінця 19 століття про необхідність подолання релігійних розбіжностей шляхом албанської єдности, Ходжа прийняв і використав строфу «Віра албанців — це албанізм» і здійснив її буквально як державну політику. Комуністичний режим проголосив, що єдиною релігією албанців є албанізм. У 1967 році комуністичний режим проголосив Албанію єдиною атеїстичною та нерелігійною країною у світі і заборонив усі форми релігійної практики публічно. Протягом кількох місяців комуністичний режим знищив 2169 культових споруд (мечеті, церкви та інші пам'ятки), тоді як мусульманське та християнське духовенство було ув'язнено, переслідувано та в деяких випадках вбито.

### Зміни імен
У контексті антирелігійної політики комуністичний режим наказав у 1975 р. обов'язкові зміни імен, зокрема прізвищ громадян Албанії, які були визнані «недоречними» або «образливими з політичної, ідеологічної та моральної позицій». Режим наполягав на тому, щоб батьки та діти отримували нерелігійні імена, похідні від албанських мітологічних фігур, географічних особливостей та нових імен. Цим іменам часто приписували нібито «іллірійське» та язичницьке походження, тоді як давати імена, пов'язані з ісламом чи християнством, категорично не рекомендували. Неалбанські імена були замінені, що йшло поряд із жорстокою версією албанського націоналізму. Ці підходи призвели, наприклад, до албанізації топонімів у районах, де деякі слов'янські меншини проживали за офіційним декретом (1966 р.), та слов'янської молоді, хоча і не відверто від македонської громади в цілому. Комуністичний режим також проводив націоналістичну антигрецьку політику. Греки в Албанії були змушені албанізувати свої імена та вибирати ті, які не мали етнічних чи релігійних відтінків, в результаті чого грецькі сім'ї давали дітям різні імена, щоб пройти для албанців серед широкого населення. Албанський націоналізм у 80-х роках став важливим політичним фактором в рамках комуністичних доктрин Ходжи.

## У межах Югославії (Косово та Північна Македонія)
У міжвоєнний період та після Другої світової війни частини косовського албанського суспільства, котрі не мають освіти на албанській мові, такі як ті, що мешкають у селах, були в основному неписьменними, а народна музика була головним рушієм націоналізму. П'ятдесяті та шістдесяті роки були періодом, позначеним репресіями та антиалбанською політикою в Косові за часів Олександра Ранковича, сербського комуніста, який згодом розпався і був звільнений Тіто. У цей час націоналізм для косовських албанців став каналом для полегшення умов того часу. У 1968 році югославські сербські чиновники попередили про зростання албанського націоналізму, а до листопадових заворушень і демонстрацій тисяч албанців послідували заклики до надання Косову статусу республіки, незалежного університету албанської мови, а деякі — до об'єднання з Албанією. Тіто переписав конституцію Югославії (1974 р.) І спробував вирішити скарги албанців, надавши провінції Косово автономію та такі повноваження, як право вето у федеральному процесі прийняття рішень, подібному до процесу республік.

Прапор албанської меншини в SFR Югославії

У період з 1971 по 1981 рік підйом албанського націоналізму в Косові збігся з відродженням албанської культури, що відкрило нові шляхи національного самовираження та усвідомлення, що виникло, коли Югославія поступилася деякими культурними та політичними правами косовським албанцям. Питання албанського націоналізму в Югославії в цей час залишалося в основному для вирішення косовськими албанськими комуністами, і вони затримували розвідку про діяльність деяких підпільних організацій з Белграда. Албанський націоналізм у Косові базується на ідеї історичних прав, згідно з якою албанці є нащадками давніх іллірійців, що робить їх першим населенням, що має право на Косово, і передбачає прихід слов'ян, предків сербів. Стипендії (патріотично налаштованих) косовських албанських істориків (від 1970-х років) оберталися на дослідженнях та спробах продемонструвати ілліорсько-албанську наступність поряд із перевагою цього населення в Косові та Північній Македонії над сербами та македонцями. Косовські албанські історики також зосередили увагу на партизанській боротьбі Другої світової війни та вкладі албанців у визволення Югославії як пропорційних до інших національностей. Ці аргументи були використані для виправдання претензій албанців на право на Косово та бажання албанців підняти Косово як сьому республіку югославської федерації. Навчання албанською мовою стало джерелом албанського націоналізму і обмежувалось тим, що тексти албанською мовою були недоступні неабанцям, тоді як шкільні підручники були певною мірою націоналістичними. Критики в Югославії розглядали албанську історіографію в текстах на албанській мові як першопричину «індоктринації молоді» в націоналізмі.
У 1981 році відбувся спалах албанського націоналізму. Приштинський університет став центром для деяких націоналістично орієнтованих студентів, які викликали протести косовських албанців (1981) через соціальні невдоволення, що ознаменували перший масштабний вираз націоналізму в Югославії з часу хорватської весни (1971). Косовські албанські комуністи засудили протести та підтримали югославську єдність, очолюючи кампанію проти албанського націоналізму, і в цьому сенсі поділяли думку інших югославських комуністів. Об'єднання албанців на Балканах в одну державу також було особливістю косовського албанського націоналізму, і ці погляди обмежувались дисидентськими та підпільними групами. В контексті протестів 1981 року ці групи, багато хто з лівою політичною орієнтацією, об'єдналися, щоб сформувати в Німеччині (1982) Народний рух Косова (ЛНРК). Об'єднання албанців в одну державу було вимогою, яку в Югославії забороняли як сепаратизм та іредентизм. Косовські албанські націоналісти були розділені на групи, одна з яких хотіла зосередитись на албанському питанні в цілому, а друга — переважно на Косові. Політичне інакомислення косовських албанців, яке призвело до ув'язнення, охоплювало більшість політичних в'язнів протягом 1970-х і 1980-х років. Високий рівень народжуваности в Косові албанці розглядали як спосіб досягнення чистого Косова, переважаючи чисельність місцевих сербів, тоді як комуністичні політики дотримувались думки, що албанські іредентологи намагаються позбавити Косово сербів. У 1970-х і 1980-х роках настрої албанського націоналізму поширилися з Косова на Північну Македонію, що хвилювало македонську комуністичну владу, що призвело до заходів державного соціально-політичного контролю над албанськими культурними та мовними справами, що придушують вираження албанського націоналізму в рамках кампанії, яку називають диференціацією.

### Дисидентство і підйом націоналізму
Репресії албанського націоналізму та албанських націоналістів владою в Белграді посилили рух за незалежність та зосередили міжнародну увагу на тяжкому становищі косовських албанців. Нещодавня узагальнення Югославії пропагувалося завдяки подіям у Косово, тоді як сербський націоналізм у культурних закладах та засобах масової інформації набув сили. Вирази албанської національної ідентичности сприймалися як переважна антиюгославська та дедалі більше сербська. У цьому контексті освіту албанської мови розглядали як загрожуючу кордонам та суверенітету Сербії та ототожнювали її з албанським націоналізмом. До 1989 р. Ступінь автономії, яку Косово досягло в межах Югославії, скасував сербський лідер Слободан Мілошевич. Албанські націоналісти створили неурядову організацію під назвою Демократична ліга Косово (ЛДК), яка також здобула багато незадоволених косовських албанських комуністів, які приєдналися до її лав після скасування автономії. Її очолив інтелектуал Ібрагім Ругова, який розпочав період пацифістського опору, і ліга створила паралельну форму правління та громадянського суспільства, зберігаючи за мету досягнення незалежного Косово. Косовська система освіти стала місцем, де сербський та албанський націоналізми розігрували свої конфлікти. Серби затвердили контроль над системою освіти, тоді як можливості для навчання албанців стали обмеженими, оскільки їх виключили з університетів та шкіл. Це спонукало косовських албанців створити паралельну систему освіти, де приватні будинки служили школами. Албанські студенти занурились у націоналістичну культуру, вивчаючи албанську історію Косово, і більше не піддавалися дії югославських принципів " Братства та єдности " та вивченню сербської мови.

### Кінець 1980-х і початок 1990-х

Логотип ОАК

Національна ідентичність косовських албанців, висуваючи унікальні претензії до Косово, стала гомогенізованою протягом 1990-х років і включала безліч факторів, які призвели до такого розвитку подій. Серед них — громадянська непокора і опір населення Албанії, створення паралельного суспільства в опозиції до сербської держави та деяких підпільних осередків, що ініціювали конфлікт, що в цілому було реакцією на політику уряду Сербії та репресії. З кінця 80-х років минулого століття багато ісламських інтелектуальних та політичних діячів применшували іслам в рамках албанської ідентичности, тоді як християнство пропагувалось як західний маркер «європейської ідентичности». У посткомунізмі косовські албанці поряд з албанцями в Македонії стали головною силою, що спрямовує албанський націоналізм, тоді як іслам не став головним центром у формулюванні албанського політичного націоналізму. Іслам не був важливим фактором нещодавньої політичної мобілізації мусульман косовських албанців, які приєдналися до католицьких албанців під час їх боротьби проти сербів. У ці роки Ругова як обраний президентом албанцями пропагував албанську ідентичність, яка підкреслювала їхню європейськість та античність, зокрема, засновану на давній Дарданії. Позаяк питання про Косово не було помічено в Дейтонському мирному договорі (1995 р.), Що закінчував розпад Югославії, більш войовничі та молодші голоси, розчаровані пацифізмом Ругови, домінували, як Армія визволення Косова (заснована в 1992 р.), Яка розпочала напади на сербські сили. ОАК вийшла з ЛНРК, оскільки багато її членів належали до політичного руху. Оскільки її основоположною метою було об'єднання населених албанцями земель на Балканах у Велику Албанію, ідеологічним підґрунтям ОАК в переважній більшості було албанське націоналізм, що підкреслював албанську культуру, етнічну приналежність та націю. Після здобуття незалежности у більшості албанців на заході Північної Македонії був проведений референдум щодо автономії та двонаціональної федералізації держави, який деякі албанські політики з Тетово та Струги проголосили Республікою Іліріда (1991—1992) з метою об'єднання всіх югославських албанців в єдине ціле.

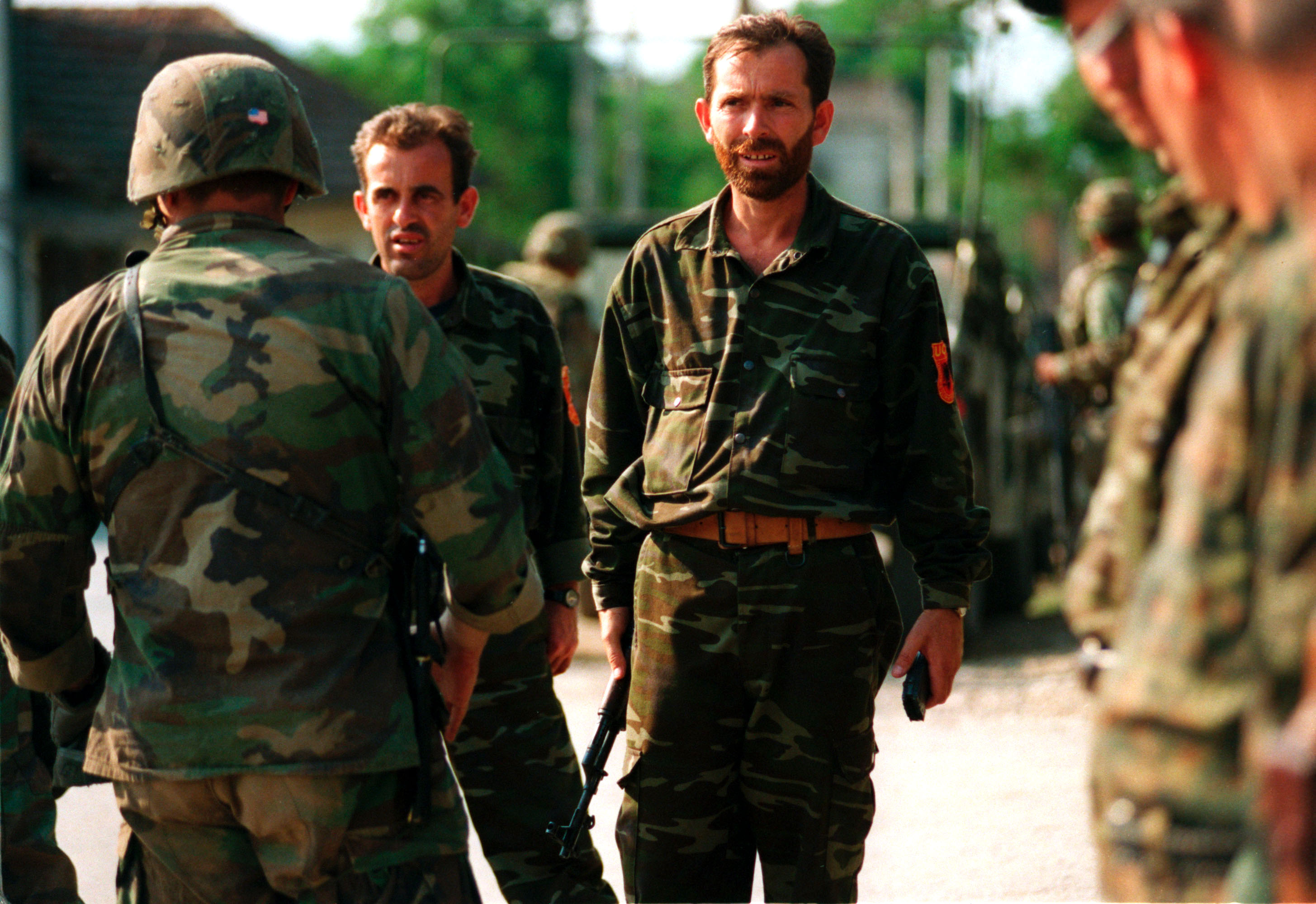
Двоє членів Визвольної армії Косова (тло) з американською піхотою (передній план), 1999 р

Конфлікт загострювався з 1997 року внаслідок помсти армії Югославії репресіями в регіоні, що призвело до насильства та переміщення населення. Міти про перше поселення та іллірійське походження слугували виправданням косовським албанцям боротьби за незалежність, яка розглядалася як така, що врешті-решт об'єднала албанські землі в унітарну державу, відтворивши мітичну державу Іллікум, що охоплювала сучасні балканські албанські населені землі. Перестрілка в складі родини Яшарі за участю Адема Яшарі, командира ОАК та оточуючих югославських військ в 1998 році призвела до різанини більшості членів родини Яшарі. Подія стала мітингом для вербування ОАК щодо збройного опору сербським силам. До 1999 р. Міжнародний інтерес до Косово перетворився на війну, в результаті якої втручання НАТО проти Мілошевича, етнічні чистки тисяч албанців, вигнавши їх у сусідні країни, припинили конфлікт, що ознаменував виведення югославських сил. Багато людей із неалбанських громад, таких як серби та цигани, втекли з Косово, побоюючись помсти з боку озброєних людей та повернення біженців, тоді як на інших з боку ОАК та озброєних банд залишався тиск. Після конфлікту Косово потрапило під міжнародні рамки ООН з Місією тимчасової адміністрації ООН у Косово (ЮНМІК), яка здійснює нагляд за адміністративними справами, та Силами ООН у Косово (КФОР), які займаються обороною.

## Сучасний албанський націоналізм на Балканах

### Албанія
Через спадщину диктаторського та насильницького режиму Ходжи албанці в посткомуністичному середовищі відкинули версію албанського націоналізму Ходжі. Натомість його замінили слабкою формою громадянського націоналізму та регіоналізму, а в деяких випадках — певним антинаціоналізмом, який стримував побудову албанського громадянського суспільства. Посткомуністичні албанські уряди розглядають положення Албанського національного пробудження як провідний вплив на Албанію, ставлячи націю вище соціально-політичних та релігійних відмінностей та спрямовуючи країну на євроатлантичну інтеграцію. Теми та концепції історії від епохи Зога та пізнішої епохи Ходжі все ще продовжують модифікуватися та застосовуватися в посткомуністичному середовищі відповідно до прагнень сучасної Албанії щодо Європи. Тенденції албанської націоналістичної історіографії, складені вченими в епоху комунізму та в епоху комунізму, затримуються на тому, що інтерпретують османське панування як період «ярма», подібний до інших балканських історіографій. Спадщина розуміння історії через такі дихотомії залишилася для більшості албанців, які, наприклад, вважають Скендербега та антиосманські сили «добрими», тоді як османи «поганими». Албанський уряд зображує Скендербега як лідера албанського опору османам і творця албанської централізованої держави, не підкреслюючи свого християнського походження. Цифри мусульманської громади, такі як засновник штату Ісмаїл Кемалі, шанують уряд і розглядають албанців як захисника нації, хоча їх релігійне походження було поза межами. Фігура святої Матері Терези, албанської черниці, відомої місіонерською діяльністю в Індії, використовувалась для націоналістичних цілей в Албанії, Косово та Македонії. В межах Албанії її просуває всередині і за межами Албанії політична еліта як албанський символ Заходу для підвищення міжнародного статусу країни щодо євроатлантичних прагнень та інтеграції.

#### Вплив теорій походження в сучасному суспільстві та політиці
У сфері албанської політики іллірійці офіційно розглядаються як предки албанців. Іллірійська теорія продовжує впливати на албанський націоналізм, науковість та археологів, оскільки вона розглядається як надання деяких доказів безперервности присутности албанців у Косово, Західній Македонії та Південній Албанії, тобто в районах, які зазнали етнічних конфліктів між албанцями, сербами, македонянами і греки. Деякі албанські націоналісти, які стверджують, що вони походять від іллірійців як найстаріших мешканців Західних Балкан, дозволяють їм заявляти «попередні претензії» на значні землі на Балканах. В контексті так званої теорії автохтонії албанські вчені відкидають будь-які подібности мікенських грецьких моделей поховань, знайдених в Албанії в пізній бронзовий вік, як випадкові або відсутні. Хоча археологічні та лінгвістичні дані вказують на те, що іллірійці не мали однорідної етнічної сутности, навіть сьогодні це оскаржується в місцевій науці. Також заявляються грецькі та римські діячі античности, такі як Арістотель, Пір Епірський, Олександр Великий та Костянтин Великий. Ті представники еліти, як Ісмаїл Кадаре, видатний албанський прозаїк, повторював у своїх працях теми з комуністичної націоналістичної албанської історіографії про близькість Албанії до давніх греків на основі гомерівських ідеалів, стверджуючи, що албанці більшою мірою грецькі, ніж самі греки, і ініціюючи дискусії щодо Албанська ідентичність, яка претендує на албанців як на білий народ, а на іслам як на іноземця.
Відкинута сучасною наукою, наприкінці 1990-х — на початку 2000-х років пеласгійська теорія була відроджена завдяки серії перекладених зарубіжних книг, опублікованих на тему Албанії та інших суміжних тем, і сьогодні відіграє важливу роль в албанському націоналізмі. Серед них — автори Роберт Д'Ангелі, Едвін Еверетт Жак, Матьє Ареф та Арістейдіс Колліас, чиї роботи оживили уявлення про албанське походження від древніх пеласгів (спільно з греками) XIX століття та є європейською «білою расою», яка походить від них поряд. багато грецьких слів, що мають албанську етимологію. В Албанії пеласгійська теорія була використана албанцями в Албанії та албанськими іммігрантами в Греції як інструмент для реабілітації як древнього та автохтонного населення на Балканах, щоб «довести» перевагу албанців над греками. Відродження альтернативної пеласгійської теорії відбулося в контексті посткомуністичних греко-албанських відносин, щоб створити албанцями культурну гегемонію та історичний пріоритет над греками, а іноді і перед іншими (історичними) європейськими культурами. Албанські шкільні підручники, головним чином стосовно мови, також часом стверджували, що іллірійці є спадкоємцями пеласгів.

### Косово та Північна Македонія

Офіційний прапор президента Косово, розроблений Ібрагімом Руговою.

Війна в Косово (1999 р.) Породила ентузіазм щодо використання Інтернету серед балканських албанців та діаспори (Європа та Північна Америка) для інформації та спілкування між громадами, розділеними кордонами та географією та кіберпростором, дедалі більше стає етнополітичним простором, де албанські ірдентологи пропагують Велику Албанію через вміст, як карти на вебсайтах. Під час конфлікту Косово Ругова, як перший президент, намагаючись підкреслити аспекти державности, витратив час на дослідження та реалізацію проєкту управління ідентичністю, який був зосереджений на давній Дарданії та розробляв державні символи, такі як президентський прапор для майбутнього незалежного Косово. Деякі косовські албанці називали Косово Дарданією та Руговою, які часом підтримували ці кроки. Щоб визначити Косово як албанський район, була створена комісія з топонімів (1999), яку очолювали косовські албанські науковці, щоб визначити нові або альтернативні назви деяких населених пунктів, вулиць, площ та організацій зі слов'янським походженням, які пройшли процес олбанізації в цей період. Ці заходи підтримуються секторами косовської албанської академічної, політичної, літературної та медіа-еліти, що спричинило адміністративну та суспільну плутанину з використанням численних топонімів, що спричинило епізодичне прийняття широким косовським албанським суспільством.
У Косово албанці розглядають себе як найстарішу націю на Балканах та нащадків давніх іллірійців, оскільки їх боротьба за самовизначення трактується як один з перших поселенців у районі, що бореться проти слов'янських сербських «перехожих». Албанські націоналісти в узагальненому вигляді розглядають сербів як «слов'ян» і розглядають їх без історичних територіальних прав у межах розширеної албанської держави. У Косові також існує додаткова дардано-іллірська теорія, яка претендує на сучасних косовських албанців як на прямих нащадків дарданців, підгрупи іллірійського народу, що населяв цю територію в давнину. Дарданці розглядаються косовськими албанцями як католики і трактуються як такі, що роблять албанців історично частиною західної цивілізації в опозиції до слов'ян, які, як стверджується, взяли католицькі церкви та перетворили їх на православні. Міт вплинув на боротьбу за самовизначення Косова з боку сербів, оскільки незалежне Косово розглядається окремо від Албанії та як відновлення та відпочинок давнього Дарданського королівства. Однак об'єднання Албанії косовськими албанцями трактувалося в контексті возз'єднання давніх дарданців у більш велике іллірійське ціле або сучасних албанців Косово у Велику Албанію. Міт також послужив виправданням вигнання та позбавлення прав власности ворога, якого розуміють або тимчасовим, або ворожим окупантам. У Косово існує сильний зв'язок для албанців між націоналістичною політикою та археологією. Косовські албанські археологи продовжують намагатися шляхом археологічних розкопок та їх інтерпретацій зв'язати косовських албанців з місцевим давньодарданським та іллірійським населенням.
У 2004 році тривалі переговори щодо майбутнього статусу Косово, соціально-політичних проблем та націоналістичних настроїв призвели до косовських заворушень. Організовані та стихійні акти насильства та збитків з боку косовських албанців були спрямовані на власність сербів, їх церков та ромів, в результаті чого частина загиблих та багато переміщених осіб. Міжнародно-правові прецеденти, засновані на територіальному суверенітеті, що переважає самовизначення, були відкинуті у випадку Косово, коли частини міжнародного співтовариства визнали декларацію незалежности Косова (2008). Це було зведено до побоювань, що якщо цього не зробити, це призведе до того, що албанський націоналізм, можливо, ускладнить ситуацію та погіршить ситуацію для міжнародної спільноти в Косово. Албанський націоналізм розглядається на Балканах як подальший розвиток подій у Косово, що викликало занепокоєння щодо явища націоналізму та породило страх у сербів, хорватів, македонців, румунів та болгар. Завершення війни в Косові призвело до появи відгалужених партизанських груп і політичних організацій ОАК, які продовжували різні жорстокі змагання. У долині Прешево Визвольна армія Прешево, Медвежа та Буяновац (UÇPMB) боролася із сербськими силами (1999—2001), намагаючись об'єднати територію з сусіднім Косово, конфлікт закінчився мирними переговорами та більшими правами албанців у Сербії. У північних районах Республіки Македонія Армія національного визволення (НОА) воювала проти македонських сил (2001 р.), Конфлікт закінчився мирними переговорами та підписанням Охридської угоди про надання більших албанських прав у Македонії.

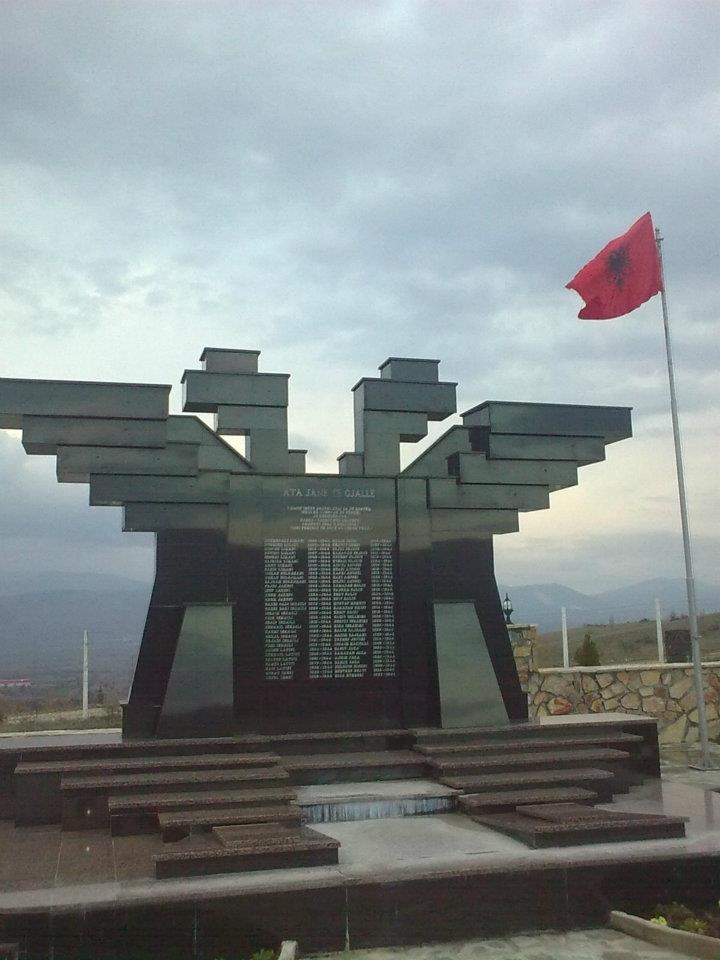
Пам'ятник загиблим бійцям НЛА, Сопот

Після конфлікту албанці в Македонії поставили нові статуї албанських історичних діячів, таких як Скандербег, у Скоп'є та назвали школи на честь таких осіб, а меморіали встановлено загиблим бійцям ОАК та НЛА. Албанські націоналісти розглядають македонську національність як вигадану югославами для ослаблення Сербії, запобігання формуванню інших ідентичностей та узаконення існування Республіки Македонія в Югославії. Македоняни (націоналістичні) албанці називають етнічним колективом із терміном шкі (слов'яни), який також несе в собі принизливий відтінок. Албанські націоналісти розглядають македонян як тих, хто не має історичних територіальних прав на райони в Македонії, які стануть частиною Великої Албанії та претендують на половину території республіки. У політичній сфері албанські партії підтримують світські та націоналістичні платформи, одночасно підтримуючи світські рамки держави, наполягаючи на захисті ісламу та культури мусульманських виборців, а також контролю та втручанні мусульманських установ. На відміну від Албанії та Косово, національна ідентичність та іслам традиційно пов'язані та сильніші серед албанців із Македонії. Статус албанців як меншини в Македонії та більшості мусульман поєднує національну та релігійну ідентичність на противагу православній слов'янській македонській більшості. Деякі представники мусульманських албанських установ в Македонії дотримуються такої думки, що бути хорошим мусульманином є синонімом албанця.

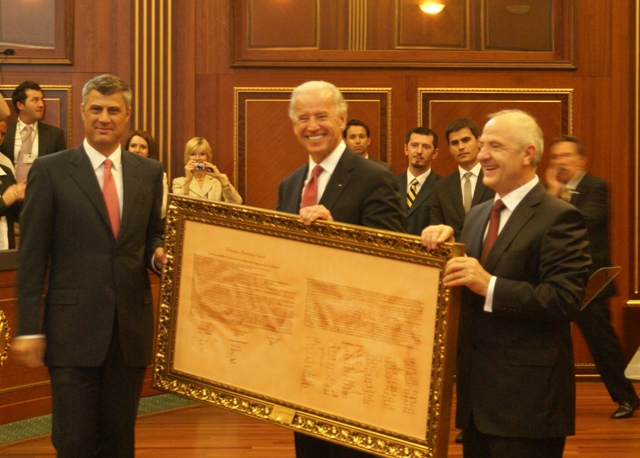
Прем'єр-міністр Хашим Тачі (зліва), віце-президент США Джо Байден (в центрі) та президент Фатмір Сейдіу (праворуч) з Декларацією незалежности Косово, 2009

У постконфліктному стані косовські бійці ОАК вшановувались косовськими албанськими товариствами шляхом публікації такої літератури, як біографії, встановлення пам'ятників та спонсорство пам'ятних заходів. Подвиги Адема Яшарі святкували і перетворили на легенду колишні члени ОАК, деякі в уряді, та косовське албанське суспільство, результатом чого стали пісні, література, пам'ятники, меморіали з вулицями та будівлями, що носять його ім'я по всьому Косово. У контексті деакцентування на ісламі косовські албанці проявляють інтерес до християнського походження та спадщини албанців, зокрема Ларамани (косівські крипто-католики), які допомагали представити албанців як споконвічно європейців, незважаючи на те, що вони мусульмани. Стародавні албанські традиції в регіоні Дрениця, що називають місцевим середньовічного сербського діяча Мілоша Обіліча (алб. Millosh Kopiliq), який вбив султана Мурада I, використовувався в косовських шкільних підручниках та деякими албанськими націоналістами, щоб претендувати на лицаря як албанця. Встановлення участі албанців у битві за Косово стало засобом для косовських албанців претендувати на коріння європейців та відкинути історичний перехід до ісламу. У контексті битви за Косово та побудови нації деякі в урядових колах та широкому косовському албанському суспільстві просували розповідь про постійний опір албанців від середньовіччя до сучасности державам та народам, які вважаються іноземними окупантами. З проголошенням незалежности (2008 р.) Уряд Косова просунув країну як на внутрішньому, так і на міжнародному рівні як Новонародженого, що генерує ідеологію, яка намагається порвати з минулим та встановити демократичне багатокультурне майбутнє. Албанський націоналізм у Косові світський, тоді як іслам переважно підпадає під параметри національної та культурної ідентичности, що спричиняє часом панівну кланову та сімейну ідентичність. У публічній сфері часом іслам виникає, щоб кинути виклик домінуючому націоналістичному погляду на те, що албанці є поверхневими мусульманами, проте політична сфера залишається переважно світською.

## Паналбанізм та албанська політика на Балканах
Політичні партії, які виступають і бажають боротися за Велику Албанію, виникли в Албанії протягом 2000-х років. Вони були Національним фронтом визволення албанців (KKCMTSH) і Партією національної єдности (PUK), які в 2002 році об'єдналися, утворивши Об'єднаний національний албанський фронт (FBKSh), який виступив політичною організацією бойової групи Албанської національної армії (AKSh). На міжнародній арені терористи обидва пішли в підпілля, і його члени брали участь у різних жорстоких інцидентах у Косово, Сербії та Македонії протягом 2000-х років. На початку 2000-х років визвольна армія Хамерії (КУК) була воєнізованим формуванням, яке мало намір діяти у північногрецькому регіоні Епір. Існують політичні партії, активні лише на політичній арені, які мають націоналістичний світогляд, — це монархічна партія Руху законности (PLL), Партія національної єдности (PBKSh) поряд із Balli Kombëtar, партією, яка пройшла виборчий поріг і увійшла до парламенту. Ці політичні партії, деякі з яких виступають за Велику Албанію, були в основному незначними і залишались на маргіналітах албанської політичної сцени. Ще однією націоналістичною партією, яка перевищила виборчий поріг, є Партія справедливості, інтеграції та єдности (PDIU), яка представляє албанську громаду Чам щодо майна та інших питань, пов'язаних з їх вигнанням з Північної Греції Другої світової війни. Нинішній соціалістичний прем'єр-міністр Еді Рама в коаліції з PDIU підняв проблему Чаму, тоді як на зборах PDIU висловилися коментарі щодо давньогрецьких божеств та згадування прилеглих територій як албанців, які заробляють суворі докори від Греції. Деякі подібні погляди час від часу висловлюються також членами політичної еліти Албанії. У сфері албанської політики існують антигрецькі настрої, які, наприклад, були висловлені націоналістичним рухом, який перетворився на політичну партію Червоно-Чорний союз (АК). Антигрецькі настрої, виражені як теорії змови серед албанців, перевищують побоювання еллінізації албанців через економічні стимули, що створюють «бомбу уповільнення» шляхом штучного збільшення кількості греків поряд з грецьким іредентизмом щодо Південної Албанії. Існують теорії змови, в яких ототожнення з грецькими експансіоністськими планами класифікує їх як потенційних ворогів держави. Деякі албанці виступають за те, щоб Албанія була більш самоствердною і мала більш етнонаціоналістичну стратегію щодо «грецького питання».

Офіційний прапорщик Албанської національної армії

Питання про Косово мало привабливості серед албанських виборців і не зацікавлені у виборі партій, які виступають за перекроєні кордони, що створюють Велику Албанію. Століття святкування незалежности Албанії в 2012 році породило націоналістичні коментарі серед політичної еліти, прем'єр-міністр Салі Беріша назвав албанські землі такими, що тягнуться від Превези (на півночі Греції) до Прешево (на півдні Сербії), що викликає гнів на сусідів Албанії. У Косові з'явився видатний лівий націоналістичний рух, який перетворився на політичну партію « Ветвендосьє» («Самовизначення»), яка виступає за тісніші відносини Косова — Албанії та загальноалбанське самовизначення на Балканах. Ще одна менша націоналістична партія, Баллі Комбетар Косове (BKK), розглядає себе як спадкоємця початкової організації Другої світової війни, яка підтримує незалежність Косова та загальноалбанське об'єднання. Католики та православні албанці висловлюють занепокоєння тим, що будь-яке можливе об'єднання балканських територій, заселених значною кількістю албанських мусульман, в цю країну призведе до посилення «мусульманізації» Албанії. Неоднозначність ісламу, його місця та ролі серед балканських (мусульманських) албанців, особливо в Албанії та Косові, обмежила можливість того, щоб він став головним компонентом для просування Великої Албанії. Під час косовської кризи (1999 р.) Албанія була розділена між двома позиціями. Перший — це албанський націоналізм, що спонукає Албанію допомагати та надавати притулок косовським албанським біженцям, одночасно будучи каналом для озброєння косовських албанців, а другий — що країна не змогла надати ці ресурси, допомогу та притулок. Велика Албанія залишається головним чином у сфері політичної риторики, і загалом балканські албанці розглядають інтеграцію до ЄС як рішення боротьби зі злочинністю, слабкого управління, громадянського суспільства та об'єднання різних албанських верств населення. У 2000-х роках дані подальшого опитування про об'єднання Косово-Албанії зменшились серед косовців, підтримуючи незалежне Косово (90,2 %), що вказує на те, що поряд з їх албанською ідентичністю з'явилася нова ідентичність Косово. Албанські націоналісти цей фактор дуже не любили.
Однак албанський націоналізм залишається популярним. Нині косовські албанці підтримують платформу «дві держави — одна нація». Це забезпечує стійку державу Косово, поза контролем Сербії та з-за кордону, та єдиний внутрішній та зовнішній фронт між Косовом і Албанією. Нещодавно уряди Косова та Албанії уклали численні договори та меморандуми про співпрацю, які синхронізують їхню політику в країні та за кордоном, у тому числі в діаспорі, для створення загальноалбанського підходу без необхідности наземного об'єднання. Піднесення Vetevendosje в Косові ще більше закріпило албанський націоналізм і гордість у країні, як і відсутність інтеграції в ЄС, що підштовхнуло косоварів до підтримки прямого об'єднання Косово-Албанії для боротьби з ізоляцією, наприклад, з лібералізацією візового режиму. Опитування Gallup між 2008 та 2013 роками показали, що 73 % косовських албанців хотіли союзу з Албанією, а підтримка незалежности була на вищому рівні, ніж частина Сербії. У 2009 році, через рік після проголошення Косовом незалежности, підтримка об'єднання Косово-Албанії зросла до 77 %. Нині косовські албанці розглядають Косово як другу албанську державу, і таким чином досягається об'єднання, проте лояльність албанців залишається вищою, ніж лояльність до нової косовської / косовської держави (насамперед символи), як це спостерігається за підтримки використання прапора Албанії.